# Paul Ginsparg
Paul Henry Ginsparg (né le 1er janvier 1955) est un physicien. Il a développé le site web arXiv,,.

## Biographie
Diplômé de la Syosset High School de Syosset, New York, il obtient un baccalauréat universitaire en physique de l'université Harvard et un PhD en physique des particules théorique de l'université Cornell. Sa thèse s'intitule Aspects of Symmetry Behavior in Quantum Field Theory.
Ginsparg enseigne au département de physique de l'université Harvard jusqu'en 1990. Il travaille ensuite au Laboratoire national de Los Alamos de 1990 à 2001. C'est à cette époque qu'il développe arXiv.org. Depuis 2001, il est professeur de physique et d'informatique à l'université Cornell.
Ses travaux portent sur la théorie quantique des champs, la théorie des cordes, la théorie conforme des champs et la gravité quantique. Il intervient régulièrement pour parler des liens entre la physique et la société de la connaissance,,,,,.

## Récompenses et distinctions
Il reçoit le prix P.A.M. (Physique-Astronomie-Math) de la Special Libraries Association (en), a été élu membre de la Société américaine de physique, a reçu un prix MacArthur en 2002, un prix du Council of Science Editors ainsi que le prix Paul Evans Peters remis par Educause (en), l'ARL et le CNI.
En 2008-2009, il est un Radcliffe Institute Fellow (en). En 2013, il est nommé Champion of Change de la Maison-Blanche,.
En 2021, il devient le premier récipiendaire du prix de la fondation Einstein pour avoir créé ArXiv.

## Sélection de publications
- (en) "Creating a global knowledge network", Organisation des Nations unies pour l'éducation, la science et la culture Expert Conference on Electronic Publishing in Science, Paris, 19–23 February 2001, Second Joint ICSU Press
- (en)Fluctuating geometries in statistical mechanics and field theory, Editors François David, Paul Ginsparg, Jean Zinn-Justin, Elsevier (éditeur), 1996,  (ISBN 978-0-444-82294-9)
- (en) "First Steps toward Electronic Research Communication", Gateways to knowledge: the role of academic libraries in teaching, learning, and research, Editor Lawrence Dowler, MIT Press, 1997,  (ISBN 978-0-262-04159-1)
- (en)P. Ginsparg, « As We May Read », Journal of Neuroscience, vol. 26, no 38,‎ 2006, p. 9606–9608 (PMID 16988030, DOI 10.1523/JNEUROSCI.3161-06.2006)
- (en)P. Ginsparg, P. Houle, T. Joachims et J. Sul, « Mapping subsets of scholarly information », Proceedings of the National Academy of Sciences, vol. 101,‎ 2004, p. 5236–5240 (PMID 14766973, PMCID 387301, DOI 10.1073/pnas.0308253100)
- (en)S. Bachrach, R. Berry, M. Blume, T. Von Foerster, A. Fowler, P. Ginsparg, S. Heller, N. Kestner, A. Odlyzko, A. Okerson, R. Wigington et A. Moffat, « Who should own scientific papers? », Science, vol. 281, no 5382,‎ 1998, p. 1459–1460 (PMID 9750115, DOI 10.1126/science.281.5382.1459)
- (en)D. Freedman, P. Ginsparg, C. Sommerfield et N. Warner, « String-ghost interactions and the trace anomaly », Physical review D: Particles and fields, vol. 36, no 6,‎ 1987, p. 1800–1818 (PMID 9958364, DOI 10.1103/physrevd.36.1800)
- (en)P. Ginsparg, « On toroidal compactification of heterotic superstrings », Physical review D: Particles and fields, vol. 35, no 2,‎ 1987, p. 648–654 (PMID 9957701, DOI 10.1103/physrevd.35.648)